# جک لاندلس
جک لاندلس (انگلیسی: Jack Landells; ۱۱ نوامبر ۱۹۰۴ – ژوئیه ۱۹۸۶ (۱۹۸۱−۱۹۸۲ سال)) بازیکن فوتبال اهل بریتانیا بود.
از باشگاه‌هایی که در آن بازی کرده‌است می‌توان به باشگاه فوتبال وستهام یونایتد، باشگاه فوتبال والسال، باشگاه فوتبال لیتون اورینت، باشگاه فوتبال میلوال، باشگاه فوتبال کارلایل یونایتد، و باشگاه فوتبال بریستول سیتی اشاره کرد.